# 阿克查區
阿克查區（西班牙語：Distrito de Accha），是秘魯的一個區，位於該國南部庫斯科大區的帕魯羅省，面積244.75平方公里，海拔高度3,579米，2005年人口3,879，人口密度每平方公里16人。